# Aurélien Jegou
Pour les articles homonymes, voir Jégou.
Aurélien Jegou est un comédien français né le 1er janvier 1980.

## Biographie
Monté sur les planches pour la première fois à 14 ans, en 1994, il accède au Cours Florent. Il tourne dans quelques courts métrages, des publicités, des photos et même dans un long métrage qui n'a jamais vu le jour... Après un passage par l'American Academy of Dramatic Arts (à New York), il rentre en France et signe un contrat de KD2A, présentant l'émission avec plusieurs comparses. C'est un succès renouvelé six ans durant. Il tourne ensuite dans d’autres téléfilms (Madame le Proviseur, Julie Lescaut) et dans des publicités. Il a aussi participé à l'émission Fort Boyard en 2002 où il est la cause de nombreux fous rires de la part de son équipe avec trois épreuves ratées de façon maladroite. Une séquence entière était d'ailleurs totalement dédiée à lui dans la compilation des 20 ans du jeu en 2009.

## Filmographie

### Cinéma
- 2003 : Le Jour du festin (CM) de Cédric Hachard et Sébastien Milhou : Bertrand, l'apprenti dératiseur
- 2004 : SIC (Swimming in craft) (CM) d'Aurélien Jegou : lui-même
- 2004 : Bertrand devant l'Éternel (CM) de Cédric Hachard : Bertrand
- 2005 : Anthony Zimmer de Jérôme Salle : jeune garçon train bleu
- 2009 : Le Jour de la comète (segment 'Virgin Eaters from Outer Space') de Cédric Hachard : Daryl/Murphy (voix)
- 2012 : La Mante religieuse, de Natalie Saracco

### Télévision
- 2002 : KD2A (série télévisée) : André (personnage récurrent)
- 2004 : Julie Lescaut (série télévisée) de Alain Wermus : Ben (1 épisode)
- 2004 : Madame le Proviseur (série télévisée) de Bertrand Van Effenterre : Simon Russule (2 épisodes)
- 2006 : Navarro (série télévisée) de Philippe Davin : Ado no 1
- 2007 : Hubert et le Chien (film TV) de Laurence Katrian : Noé
- 2007 : Pas tout de suite... de Marianne Lamour : Nicolas
- 2008 : Le Malade imaginaire de Christian de Chalonge : Diafoirus fils